# ماهی سیاه کوچولو (فیلم)
ماهی سیاه کوچولو فیلمی به کارگردانی مجید اسماعیلی نویسندگی علی طالب‌آبادی و تهیه‌کنندگی محمدرضا شفیعی ساخته سال ۱۳۹۳ است. این فیلم در ۵ آبان ۱۳۹۴ در سینماهای ایران اکران شده‌است.
ماجرای فیلم ارتباطی با داستان ماهی سیاه کوچولو نوشته صمد بهرنگی ندارد.

## خلاصه داستان
این فیلم در بستر تاریخی دهه شصت و مبارزات چریکی نیروهای چپ در شمال کشور و در قیام آمل روایت می‌شود و دربارهٔ یک زن به نام شهرزاد است که معروف به ماهی سیاه کوچولو است و برای انتقام مرگ شوهرش وارد مبارزه شده و حالا با دو شخصیت دیگر آشنا می‌شود و مباحث ایدئولوژیک دربارهٔ مبارزه و نقد تفکر چپ و… میان آنها درمی‌گیرد.

## بازیگران
- مریلا زارعی
- مصطفی زمانی
- همایون ارشادی
- جمشید گرگین
- قاسم یوردخانی
- یاسمن معاوی